# Lemniskata
Lemniskata – nazwa różnych figur geometrycznych przypominających kształtem symbol {\displaystyle \infty .} Czasem tym słowem określa się również symbol nieskończoności.
Do tego typu krzywych zalicza się:
- lemniskata Bernoulliego,
- lemniskata Bootha,
- lemniskata Gerona.